# Gewest 's-Gravenhage

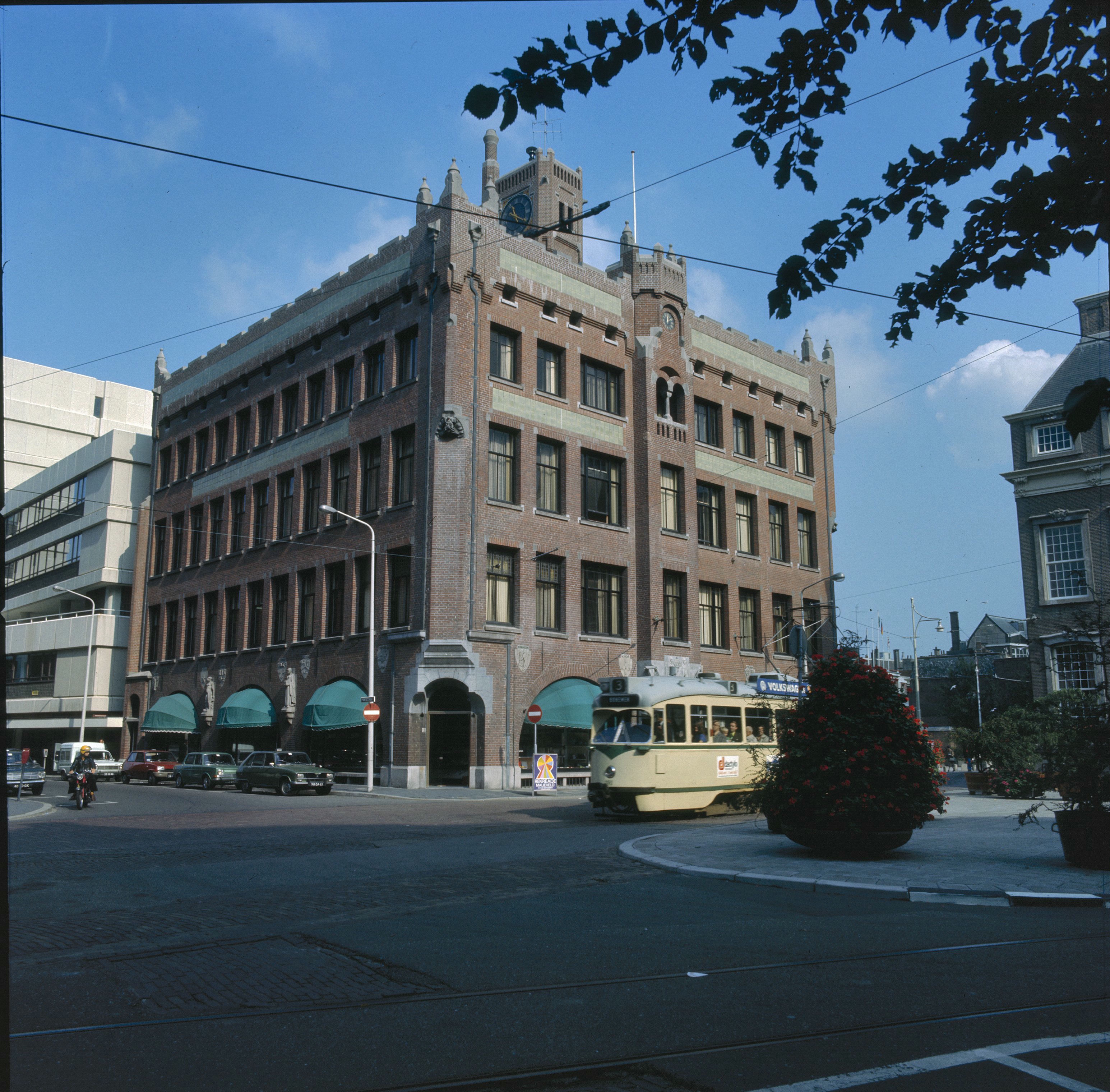
Kerkplein 3 te Den Haag in het jaar (1975) dat het gewestraadbureau van het Gewest 's-Gravenhage daar introk.

Gewest 's-Gravenhage (informeel: Gewest Den Haag) was van 1973 tot 1992 een samenwerkingsverband tussen de gemeenten Den Haag, Leidschendam, Voorburg, Rijswijk, Zoetermeer en Nootdorp. 

## Ontstaan
Het toenmalig Haags Intergemeentelijk Overleg (HIO), dat dateerde uit de jaren zestig, was de initiator van het gewest 's-Gravenhage. Het nieuwe samenwerkingsverband, een zelfstandig bestuursorgaan, ging zich bezighouden met grensoverschrijdende onderwerpen op het gebied van ruimtelijke ordening, milieu, verkeer en vervoer, economische ontwikkeling, volkshuisvesting, sport en recreatie en gezondheidszorg. Vanaf 1978 zou daar ook cultuur en onderwijs aan worden toegevoegd. Specifiek zorgde het gewest voor coördinatie en integratie van grensoverschrijdend gemeentelijk beleid. De gemeente Wassenaar, die deel uit maakte van het HIO, had in 1973 op het laatste moment besloten niet deel te nemen aan het op te richten gewest. De gemeente Wassenaar had meer heil gezien in de oprichting van een groot stadsgewest Den Haag-Leiden, waarvan een tijd sprake was geweest. Volgens het dagelijks bestuur van het HIO bezat Wassenaar een „ontoereikende bereidheid eigen inzichten en opvattingen ondergeschikt te maken aan het belang van het geheel, het eensgezind gestelde en tot dusver ook gezamenlijke nagestreefde doel”. Dat doel was om „te komen tot versterking van de intergemeentelijke samenwerking in een nieuw bestuurlijk verband”. Op 18 oktober 1973 vond de oprichting plaats van het gewest.

## Organisatie en werkzaamheden
De organisatie bestond uit een dagelijkse bestuur, de gewestraad, welke uit 49 leden bestond en die via getrapte verkiezingen werden aangesteld door de leden van de raden van de deelnemende gemeenten. Een deel van de werkzaamheden vond plaats binnen gewestraadscommissies. Het gewest functioneerde op basis van de Gewestregeling, die onder meer bepaalde dat een maatschappelijk ontwikkelingsplan moest dienen als basis voor de uitwerking van de deelterreinen. Bestemmingsplannen en ander grensoverschrijdend beleid moesten bij het gewestbestuur worden aangemeld. Het bestuur van het gewest moest vervolgens binnen twee maanden een advies uitbrengen aan de betreffende gemeente. Daarnaast kon het gewest zelf richtlijnen uitvaardigen en aanwijzingen geven in het geval deze niet werden uitgevoerd. Gedeputeerde Staten van Zuid-Holland functioneerde als toezichthouder op het gewest. De werkzaamheden van het gewest werden voor een deel bekostigd door de Rijksoverheid, maar voornamelijk door een belasting op iedere bewoner van het gebied. De ambtelijke ondersteuning van het gewest werd uitgevoerd door het gewestraadbureau, dat vanaf 1975 was gevestigd aan het Kerkplein 3 te Den Haag. 

## Opheffing
Rond 1990 werd op grond van nieuwe inzichten door de landelijke politiek besloten om over te gaan naar een andere wijze van regionale gemeentelijke samenwerking. Daarop werd het gewest 's-Gravenhage in 1992 opgeheven en vervangen door het Stadsgewest Haaglanden, welke op haar beurt in 2015 is vervangen door de Metropoolregio Rotterdam Den Haag.